# FTX Arena
FTX Arena (cunoscută anterior și denumită în mod obișnuit American Airlines Arena) este o arenă multifuncțională de sport și divertisment situată în Miami, Florida, de-a lungul Golfului Biscayne. A fost construit începând cu 1998 ca arenă înlocuitoare pentru Miami Arena și proiectat de firmele de arhitectură Arquitectonica și 360 Architecture. Arena găzduiește echipa de baschet Miami Heat din NBA.
FTX Arena este deservită direct de Miami Metrorail la stația Government Center prin transferuri gratuite către Metromover Omni Loop, oferind serviciu direct către stațiile Freedom Tower și Park West. Arena se află, de asemenea, la câțiva pași de stația de metrou Historic Overtown/Lyric Theatre.
FTX Arena are 2.105 de locuri pentru club, 80 de apartamente de lux și 76 de boxe private. Teatrul Waterfront este cel mai mare teatru din Florida, care este găzduit în cadrul arenei, care poate găzdui între 3.000 și 5.800 de spectatori. Arena poate fi configurată pentru concerte, evenimente de familie, teatru muzical și alte spectacole de scenă. American Airlines, care are un hub la Aeroportul Internațional din Miami, menține FTX Arena Travel Center în acest loc.
În septembrie 2019, s-a anunțat că arena va avea un nou nume din 2020. În martie 2021, FTX, un comerciant de criptomonede, a achiziționat drepturile de numire a arenei pentru 135 de milioane de dolari. NBA a aprobat acordul la începutul lunii aprilie, iar arena a fost redenumită complet în FTX Arena în iunie 2021.